# Бомарше
Бомарше (фр. Beaumarchés) насеље је и општина у јужној Француској у региону Миди Пирене, у департману Жерс која припада префектури Миранд.
По подацима из 2011. године у општини је живело 681 становника, а густина насељености је износила 20,97 становника/km². Општина се простире на површини од 32,47 km². Налази се на средњој надморској висини од 177 метара (максималној 246 m, а минималној 129 m).

## Демографија
| 1962. | 1968. | 1975. | 1982. | 1990. | 1999. | 2011. |
| ----- | ----- | ----- | ----- | ----- | ----- | ----- |
| 550   | 620   | 544   | 548   | 549   | 588   | 681   |

График промене броја становника у току последњих година